# قويوجاق
قويوجاق هي قرية في مقاطعة ميانة، إيران. عدد سكان هذه القرية هو 248 في سنة 2006.